# Parafia Wniebowzięcia Najświętszej Maryi Panny w Prozorokach
Parafia Wniebowzięcia Najświętszej Maryi Panny w Prozorokach (biał. Парафія Унебаўзяцця Найсвяцейшай Панны Марыі у Празароках) – parafia rzymskokatolicka w Prozorokach. Należy do dekanatu głębockiego diecezji witebskiej. Została utworzona w 1797 roku.

## Historia
Pierwszy kościół katolicki Wniebowzięcia Najświętszej Maryi Panny został zbudowany w 1698 roku z funduszy podkomorzego połockiego Justyna Szczyta (według akt franciszkańskich zostali oni sprowadzeni do Prozorok w 1677 r.). Około 1715 roku kościół i drewniany klasztor franciszkanów spłonęły. W 1721 roku podchorąży smoleński Józef Paweł Korsak ufundował nowy kościół i klasztor. W 1772 roku w klasztorze św. Ludwika mieszkało siedmiu zakonników (w tym czterech kapłanów). Klasztor należał do kustodii kowieńskiej. W 1797 roku parafię powierzono franciszkanom. W klasztorze mieszkało wówczas czterech zakonników. W 1820 roku klasztor należał do kustodii pińskiej. Po likwidacji klasztoru w 1832 roku parafią opiekowali się księża diecezjalni. Pod koniec XIX wieku parafia należała do dekanatu dziśnieńskiego i liczyła 4268 wiernych. Posiadała kaplice w Ostrowiu, Nowej Psui.
14 sierpnia 1892 roku kościół, dzwonnica i dwa budynki plebanii spłonęły podczas pożaru miasta. W listopadzie tego roku parafianie otrzymali zgodę gubernatora wileńskiego Iwana Kachanowa na odbudowę plebanii i tymczasowej sali modlitewnej. W 1896 roku uzyskano zgodę na budowę nowego kościoła. 12 sierpnia 1899 roku biskup Stefan Zwierowicz poświęcił kamień węgielny pod budowę świątyni. Kościół zbudowano w latach 1899-1907, z inicjatywy proboszcza Dominika Druktejny. Konsekracji dokonano 14 października 1907 roku. W 1950 roku kościół zamknięto i urządzono w nim spichlerz. Proboszcz ks. Warszaw został aresztowany i uwięziony. 29 czerwca 1989 roku świątynia została zwrócona Kościołowi. Po rocznym remoncie został poświęcony przez ks. Lucjana Pawlika MIC.

## Obecnie
W parafii istnieje wspólnota Żywego Różańca. Parafia posiada kaplicę w Łomaszach.
Na terenie parafii znajdują się cmentarze w miejscowościach: Prozoroki, Sanniki, Długie, Stukany, Łomasze, Psuja, Słobódka, Szo.

## Proboszczowie parafii
| imię i nazwisko          | daty urzędowania |
| ------------------------ | ---------------- |
| O. Józef Wassery OFMConv | 1843             |
| Ks. Leopold Kozakiewicz  | 1872             |
| Ks. Dominik Druktejna    | 1899 – 1907      |
| Ks. Stefan Ostaniewicz   | 1936 – 1939      |
| Ks. Mikołaj Tepper       | 1939             |
| Ks. Warszaw              | – 1950           |
| Ks. Eugeniusz Huk        | 1990 – 1991      |
| Ks. Robert Krzywicki     | 1991 – 1994      |
| Ks. Lucjan Pawlik MIC    | 1994 – 1996      |
| Ks. Kazimierz Okuszko    | 1996 – 2000      |
| Ks. Jerzy Zygmuntowski   | 2000 – 2005      |
| Ks. Dymitr Raćko         | 2012 –           |

## Źródła
- Parafia Wniebowzięcia Najświętszej Maryi Panny w Prozorokach na stronie catholic.by
- Prozoroki, [w:] Słownik geograficzny Królestwa Polskiego, t. IX: Pożajście – Ruksze, Warszawa 1888, s. 68.